# 岐

岐
岐

岐（赤紫）

岐（き、901年 - 924年または946年）は、中国五代十国時代に鳳翔を中心に現在の陝西・甘粛・四川の一部地域を支配した国。建国者は李茂貞（856年 - 924年、初名は宋文通）。ただし、いわゆる「十国」からは除外されている。

## 概要
五代十国時代の901年に鳳翔節度使であった李茂貞が建国した地方政権。五代十国には数えられていない。
黄巣の乱にて軍功を上げた李茂貞は、やがて節度使に任じられるようになり急速に勢力を拡大した。891年に興元節度使の反乱を鎮め、その本拠であった漢中を支配すると、朝廷が派遣する後任節度使を妨害し、腹心を留後（代官）として派遣したため、実質的に2つの節度使を兼任することとなる。これに激怒した唐の昭宗は894年に李茂貞討伐軍を起こすが、他の節度使の協力が得られず計画は失敗する。
その結果、李茂貞が関中全域を平定しさらに勢力を拡大、901年には昭宗に迫り、岐王の称号を与えられた上に、皇帝を自分の根拠である鳳翔に遷して遷都を宣言する。これにより10道20州を岐の国号で統治した李茂貞は、次期皇帝すら窺える地位を得た。
しかし他の節度使はこの動きに対して激しく反発、朱全忠・李克用ら有力藩鎮が李茂貞討伐に動き出す。903年、鳳翔を包囲した朱全忠は成都の王建と結んでこれを挟撃、やむなく李茂貞は昭宗を朱全忠に引き渡して降伏した。岐は2道7州にまで削減され、没収された領土は朱全忠と王建によって分割された。
907年、朱全忠は唐朝滅亡を実現させて後梁を建て、地方の藩鎮もこれに対抗して次々に新国家を打ち立てて「王」「皇帝」を名乗り、いわゆる五代十国時代が始まった。李茂貞も岐の国号で自立したが、昔日の勢力はなく、後梁と前蜀の間で細々と命脈を保った。
後唐の李存勗が後梁を滅ぼすと、李茂貞はその圧力に屈してその領土を924年に李存勗に献上した。李茂貞は後唐の諸侯王として「秦王」に封じられたが、国家としての岐はここに滅亡した。
李茂貞の後を継いだ子の李従曮は李存勗によって各地を転々とさせられた。次の後晋の時代となると李従曮は後晋により再び岐王に封じられて鳳翔への帰還が許されたが、946年に李従曮が死亡すると岐王の家系は断絶し、名実共に岐は滅亡した。

## 歴代国王
| 代数 | 名前   | 生没年        | 在位          |
| ---- | ------ | ------------- | ------------- |
| １   | 李茂貞 | 856年 - 924年 | 901年 - 924年 |
| ２   | 李従曮 | ? - 946年     | 924年 - 946年 |

ただし、李従曮が受けた王位は五代王朝から受けた諸侯王としての王位であって、国家としての岐王は李茂貞1代のみとされている。